# Campeonato de Fútbol de Costa Rica 1938
El Campeonato de Fútbol de 1938, fue la edición número 18 de Liga de Fútbol de Costa Rica en disputarse, organizada por la FEDEFUTBOL.
Orión F.C., se convierte en Campeón Nacional por primera vez en su historia. Convirtiéndose en el quinto equipo en ganar el campeonato.

## Equipos Inscritos
| Provincia | N.º | Equipos                                  |
| --------- | --- | ---------------------------------------- |
| San José  | 3   | La Libertad, Gimnástica Española y Orión |
| Alajuela  | 1   | Alajuelense                              |
| Cartago   | 1   | Cartaginés                               |
| Heredia   | 1   | Herediano                                |

## Formato del Torneo
Se jugaron dos vueltas, en donde los equipos debían enfrentarse todos contra todos. 

## Tabla de posiciones
| Equipo | Pts. | PJ | PG | PE | PP | GF | GC | Dif. |
| --- | ---- | -- | -- | -- | -- | -- | -- | ---- |
| Orión | 15   | 10 | 7  | 1  | 2  | 36 | 24 | +12  |
| Gimnástica Española | 13   | 10 | 6  | 1  | 3  | 24 | 22 | +2   |
| Herediano | 10   | 10 | 4  | 2  | 4  | 23 | 31 | -8   |
| Alajuelense | 8    | 10 | 3  | 2  | 5  | 26 | 24 | +2   |
| La Libertad | 8    | 10 | 3  | 2  | 5  | 25 | 28 | -3   |
| Cartaginés | 6    | 10 | 3  | 0  | 7  | 31 | 36 | -5   |
| Pts. – Puntos; PJ – Partidos Jugados; PG - Partidos Ganados; PE - Partidos Empatados; PP - Partidos Perdidos; GF – Goles a Favor; GC – Goles en Contra; Dif. – Diferencia de Goles. |      |    |    |    |    |    |    |      |

|  |                   |
|  | Campeón Nacional. |

| Campeón Orión F. C. 1° título |

Planilla del Campeón: Enrique Umaña, Juan Tellini, Carlos Silva Loaiza, Claudio Gómez, Ubaldo Chaves, José Monge, Numa Ruiz, Víctor Valerín, Walker Rodríguez, Carlos Robles, Carlos Muñoz, Armando Calleza, Oscar Rodríguez, Oscar Bolaños, Manuel Jiménez,  Jesus María "Pato "Araya Soto, Alfredo Chacón, Jorge Lozano, Israel Delgado, Eugenio Jiménez, Jesús Jiménez, Alejandro Arguedas, Alfredo Piedra, Guido Matamoros, Miguel Bolaños

## Goleador
| Jugador                | Equipo     | Goles |
| ---------------------- | ---------- | ----- |
| José Rafael Fello Meza | Cartaginés | 11    |
| Alfredo Chato Piedra   | Orión      | 11    |

## Torneos
| Predecesor: Campeonato 1937 | Liga de Fútbol de Costa Rica Campeonato 1938 | Sucesor: Campeonato 1939 |